# Уба (деревня)
 Уба  — деревня в Бавлинском районе Татарстана. Входит в состав Кзыл-Ярского сельского поселения.

## География
Находится в юго-восточной части Татарстана на расстоянии приблизительно 12 км по прямой на север-северо-восток от районного центра города Бавлы.

## История
Основана в 1920-х годах.

## Население
Постоянных жителей было: в 1926—120, в 1938—232, в 1949—280, в 1958—273, в 1970—596, в 1979—531, в 1989—322, в 2002 − 303 (татары 88 %), 311 в 2010.